# 009 Re:Cyborg
009 Re:Cyborg és una pel·lícula anime japonesa del 2012 de Kenji Kamiyama. La pel·lícula té lloc a la futura línia temporal de Cyborg 009. La trilogia de pel·lícules d'anime del 2016 Cyborg 009: Call of Justice és una seqüela amb Kenji Kamiyama, una vegada més, com a director en cap.

## Argument
És l'any 2013. Els bombardejos de gratacels estan succeint a tot el món, per la direcció d'una força anomenada "La seva veu". 27 anys després de la dissolució de l'equip 00 Cyborg, 007 ara treballa per al SIS britànic i 002 ara per a la NSA dels EUA després d'una baralla amb l'equip i Joe. Els dos agents es reuneixen en un bar de la ciutat de Nova York per intercanviar informació sobre "La seva veu" i les troballes de Pyunma d'un fòssil que s'assembla a l'esquelet d'un àngel possiblement relacionat amb ell. Les agències d'intel·ligència del món estan xiuxiuejant que els incidents estan relacionats amb "La seva veu", l'entitat desconeguda que controla les operacions dels bombardejos.
Joe Shimamura, que tenia els seus records bloquejats i restablits cada 3 anys pel professor Gilmore, ara és un típic estudiant de secundària, que creu falsament que té una família i amics invisibles a causa de la "Realitat Augmentada" implantada al seu cervell. També té una xicota anomenada Tomoe, que li sembla familiar d'alguna manera. Tanmateix, Joe sent la seva veu a causa del seu cervell cibernètic. Sabem que estava a punt de posar una bomba a la torre Roppongi Hills, fins que el 005 i el 003 van arribar a reactivar els seus records. El Dr. Isaac Gilmore sospita que aquests van ser orquestrats per l'Agència de Seguretat Nacional del govern dels Estats Units, en un intent de recuperar el domini com a superpotència mundial.
A Dubai, un bombarder B-2 pilotat per un pilot de la Força Aèria dels EUA sota el control de "La seva veu" llança míssils contra la ciutat, amb el 002 a la recerca d'intercepcions. 009 apareix i utilitza el seu mode d'acceleració per destruir els míssils. Després que el 009 sigui tirat de l'avió el 002 en una baralla, el pilot dispara una bomba nuclear que destrueix tota la ciutat i mata la població de Dubai. 009 utilitza el seu mode d'acceleració per superar l'explosió, però queda inconscient i estirat a la platja. En la seva ment, s'imagina a la ciutat cremada, descoratjat pel seu fracàs. Tomoe sembla consolar-lo i recordar-li el seu propòsit. A causa dels efectes EMP de l'explosió nuclear, les comunicacions s'han caigut i l'equip creu que Joe està mort.
Es disparen míssils nuclears i el 003 dispara interceptors i els inhabilita tots excepte un. Sense temps a perdre, Joe demana al 001 que el teletransporti a l'espai per desarmar el míssil. 001 està d'acord però afirma que no podrà tornar-lo a la Terra a aquesta distància, ja que l'Ivan esgotaria el seu poder fent-ho.
El 002 vola per intentar ajudar el 009, però acaba cremant els seus coets i danyant els seus estabilitzadors, fent-lo caure en picat cap a la Terra. Aleshores, Joe parla amb Déu i diu que, tot i que la humanitat és insensata i causa patiment els uns als altres, creu en ells perquè tenen un gran potencial per anar més enllà d'aquests vicis i fer que els seus somnis es converteixin en realitat. Aleshores li suplica que la terra sigui estalviada, només perquè la bomba detoni a l'espai amb Joe a sobre, la llum de l'explosió formant una creu. Françoise observa dues estrelles fugaces i resa en silenci sobre totes dues.
Després d'un temps indeterminat, Joe es troba despertant-se en un apartament en un lloc que sembla ser Venècia, i veu Françoise caminant per un canal. Ella explica que és a la seva "casa segura". Jet, Gran Bretanya i Pyunma també es troben a la misteriosa ciutat, que el Dr. Gilmore explica és el món creat per "La seva veu". De tornada a la casa segura, Joe i Fran parlen una estona sobre Déu i després la càmera gira darrere d'ells per revelar que un dels esquelets d'àngel és a la seva sala d'estar com a decoració.
El pla final de la pel·lícula després dels crèdits acaba amb la imatge d'un esquelet d'àngel a la superfície de la Lluna.

## Repartiment de veu
| Personatge        | Actor de veu japonès      | Actor de veu anglès |
| ----------------- | ------------------------- | ------------------- |
| 009               | Mamoru Miyano             | Jason Griffith      |
| 008               | Noriaki Sugiyama          | Marcus Griffin      |
| 007               | Hiroyuki Yoshino          | John White          |
| 006               | Tarou Masuoka 増岡太郎    | Michael Sorich      |
| 005               | Teruyuki Tanzawa 丹沢晃之 | Patrick Seitz       |
| 004               | Toru Ohkawa               | Dave B. Mitchell    |
| 003               | Chiwa Saito               | Erin Fitzgerald     |
| 002               | Daisuke Ono               | Marc Diraison       |
| 001               | Sakiko Tamagawa           | Stephanie Sheh      |
| Professor Gilmore | Nobuyuki Katsube          | George C. Cole      |

## Desenvolupament
El curtmetratge de 3DCG del 2010 009: The Reopening dirigit per Mamoru Oshii va servir com a protagonista d'aquest projecte. La pel·lícula 3DCG, produïda per Production I.G. i Sanzigen en col·laboració amb Ishimori Entertainment, es va estrenar el 27 d'octubre de 2012 al Japó. Kenji Kamiyama és el director i escriptor. Kenji Kawai, que ha treballat anteriorment amb Kamiyama a Moribito: Guardian of the Spirit i Eden of the East, està component la música. També es va obrir simultàniament a més de cinc regions asiàtiques, com Hong Kong, Taiwan, Singapur, Malàisia i Corea del Sud. Una adaptació de manga ampliada i una mica diferent de Gatou Asou, dissenyadora de personatges de Moribito i Occult Academy, va ser serialitzada al Monthly Big Gangan de Square Enix del 2012 al 2015. El distribuïdor d'anime britànic Anime Limited ha anunciat que ha adquirit la pel·lícula i produirà un doblatge en anglès a NYAV Post. Madman Entertainment també té els drets per estrenar la pel·lícula a Austràlia i Nova Zelanda. A l'Anime Expo de 2013, Funimation havia anunciat que havia adquirit la pel·lícula per a Amèrica del Nord. Per al llançament al Regne Unit de 009 Re:Cyborg es va retardar durant el gener de 2014 a causa d'un retard en la finalització del doblatge a l'anglès de la pel·lícula i encara s'està esperant una data de lliurament actualitzada per a això i encara no es pot donar una data ferma.
La pel·lícula va estar molt influenciada per la pel·lícula cancel·lada de Mamoru Oshii Lupin the Third, reutilitzant elements de la seva trama com els fòssils d'àngels, la torre gegant de Tòquio i el qüestionament de la identitat del personatge principal.